# Lissay-Lochy

Lissay-Lochy este o comună în departamentul Cher, Franța. În 1 ianuarie 2022 avea o populație de 226 de locuitori.